# Lewan Kelechsaszwili
Lewan Kelechsaszwili (gruz. ლევან ქელეხსაშვილი ;ur. 5 stycznia 1992 w Chaszuri) – gruziński zapaśnik startujący w stylu wolnym. Zajął piąte miejsce na mistrzostwach świata w 2013. Piąty w Pucharze Świata w 2018; siódmy w 2017 i dziewiąty w 2014 roku.